# أليكس بنوا
أليكس بنوا (بالإنجليزية: Alex Benoit) هو راقص على الجليد أمريكي، ولد في 9 أكتوبر 1995 في وينفيلد في الولايات المتحدة.

## وصلات خارجية
- الموقع الرسمي
- أليكس بنوا على موقع الاتحاد الدولي للتزلج (الإنجليزية)
- أليكس بنوا على موقع الاتحاد الدولي للتزلج (الإنجليزية)